# Paul Ereng
Paul Ereng (* 22. srpna 1967 Kitale) je keňský atlet, běžec na střední tratě, olympijský vítěz v běhu na 800 metrů z roku 1988.
V mládí se specializoval na 400 metrů, s přechodem na vysokou školu se jeho hlavní disciplínou stal běh na 800 metrů. Na Letních olympijských hrách 1988 v Soulu se stal nečekaným vítězem na této trati, když porazil obhájce titulu z Los Angeles, Brazilce Cruze. Byl rovněž členem keňské štafety v běhu na 4 × 400 metrů, která skončila ve finále osmá.
V roce 1989 zvítězil na halovém mistrovství světa v běhu na 800 metrů v novém světovém rekordu 1:44,84. Titul obhájil v roce 1991 na světovém šampionátu v Seville. Na mistrovství světa v Tokiu v témže roce doběhl ve finále běhu na 800 metrů čtvrtý. Olympijské vítězství se mu nepodařilo obhájit. Na Letních olympijských hrách 1992 v Barceloně vypadl v semifinále.
Po skončení aktivní sportovní dráhy se stal trenérem v USA.